# Уильямс, Уилли
Уилли Уильямс (англ. Willie Williams; 12 сентября 1931 — 27 февраля 2019) — американский легкоатлет, специалист по бегу на короткие дистанции. Выступал за сборную США по лёгкой атлетике в середине 1950-х годов, чемпион Панамериканских игр в Мехико, рекордсмен мира в беге на 100 метров. Также известен как тренер по лёгкой атлетике.

## Биография
Уилли Уильямс родился 12 сентября 1931 года. Детство провёл в городе Гэри, штат Индиана, учился в местной Старшей школе имени Теодора Рузвельта, где играл в американский футбол и занимался лёгкой атлетикой, в частности был лучшим бегуном штата на дистанции 100 метров среди взрослых спортсменов.
Продолжал тренироваться и выступать во время учёбы в Иллинойсском университете в Урбане-Шампейне, получил здесь степень в области физического воспитания. Будучи членом университетской легкоатлетической команды, в 1952—1954 годах неоднократно принимал участие в различных студенческих соревнованиях, в том числе дважды становился чемпионом Национальной ассоциации студенческого спорта в беге на 100 ярдов, восемь раз побеждал в Конференции Big Ten.
Первого серьёзного успеха на международном уровне добился в сезоне 1955 года, когда вошёл в основной состав американской национальной сборной и побывал на Панамериканских играх в Мехико, откуда привёз награду золотого достоинства, выигранную вместе с соотечественниками Родом Ричардом, Чарльзом Томасом и Джоном Беннеттом в программе эстафеты 4 × 100 метров. Также стал здесь бронзовым призёром в индивидуальном беге на 100 метров, уступив в финале Роду Ричарду и представителю Тринидада и Тобаго Майку Агостини.
После окончания университета проходил службу в специальных войсках Армии США, базирующихся на территории Западной Германии. В августе 1956 года выступил на международном легкоатлетическом старте среди военнослужащих в Западном Берлине, где установил мировой рекорд в беге на 100 метров — 10,1 секунды. Этот рекорд впоследствии был повторён тремя другими американскими бегунами и продержался почти в течение четырёх лет — в июне 1960 года его превзошёл немец Армин Хари.
Вскоре Уильямс уволился из армии, работал управляющим легкоатлетической секцией в Огден-Парке в Чикаго. Занимал должность главного тренера по лёгкой атлетике в Вестсайдской старшей школе в своём родном городе Гэри, затем в 1982 году вернулся в Иллинойсский университет, где так же возглавлял местную легкоатлетическую команду. Летом 1988 года занимался подготовкой сборной Саудовской Аравии по лёгкой атлетике, выступившей на Олимпийских играх в Сеуле. Находился на тренерской работе в Иллинойсском университете вплоть до 2000 года, после чего вышел на пенсию. В последнее время проживал в городе Эрбана, штат Иллинойс.
За выдающиеся спортивные достижения в 2018 году был введён в Зал славы лёгкой атлетики Иллинойса.
Умер 27 февраля 2019 года в возрасте 87 лет.